# Alexis Boyer
Alexis Boyer (Uzerche, 1º marzo 1757 – Parigi, 25 novembre 1833) è stato un medico, chirurgo e anatomista francese.

## Biografia
Figlio di Jean, un sarto, e di Thérèse Goudrias, una merciaia, fece le sue prime esperienze chirurgiche come aiuto-barbiere presso Antoine Cruveilhier, un « barbiere chirurgo » della sua città natale.
A 17 anni, Alexis Boyer si trasferì a Parigi dove iniziò a lavorare come garzone di barbiere. Frequentò quindi sale di anatomia e dissezione e si distinse ben presto per le sue qualità pratiche: nel 1781 ottenne la medaglia d'oro presso la Scuola Pratica della Facoltà di Medicina.
L'anno seguente fu tra gli allievi dell'hôpital de la Charité dove ebbe la fortuna di attirare l'attenzione dei maestri Antoine Louis e Pierre Joseph Desault, a cui restò particolarmente legato. Nel 1788, venne assunto nello stesso ospedale come chirurgo sotto la guida di Joseph-Louis Deschamps. Nel 1792 divenne stabilmente chirurgo al Charité insegnando anatomia.
Alla creazione della École de Santé (1795), divenne assistente di Raphael Bienvenu Sabatier alla cattedra di chirurgia operatoria. Nello stesso anno lavorò presso l'Hôtel-Dieu come medico, quindi come assistente alla cattedra di Desault per la prima cattedra di clinica chirurgica (1795-1822). Lasciò in seguito il suo incarico presso Sabatier per la cattedra di patologia esterna ed è a questo punto che nacque la sua reputazione. 
Nel 1804 fu nominato membro del reparto di chirurgia dell'Hôtel-Dieu e, poco dopo, divenne professore di chirurgia presso l'École de la Santé, dove ottenne la cattedra di clinica chirurgica, specializzandosi in patologia urologica, in particolare disturbi della minzione: fu uno dei pionieri dell'urodinamica.
Dietro presentazione del suo collega Jean-Nicolas Corvisart, diventò nel 1805 il primo chirurgo di Napoleone Bonaparte.
Nel 1806 e nel 1807 accompagnò l'imperatore nelle campagne di Prussia e Polonia. Il 31 gennaio 1810 l'imperatore gli conferì il titolo di Barone dell'Impero. La sera dell'abdicazione dell'imperatore, Boyer avrebbe detto queste parole:
Dopo la caduta di Napoleone, fu successivamente consulente chirurgo di Luigi XVIII, Carlo X di Francia e di Luigi Filippo.
Boyer fu successivamente membro della Académie nationale de médecine (sezione di Chirurgia, 1820), membro della Accademia francese delle scienze (1825), chirurgo capo dell'hôpital de la Charité (1825), carica che mantenne fino alla morte, il 25 novembre 1833 a Parigi.
Patriota entusiasta, prese parte alla presa della Bastiglia con gli studenti del Collège de Médecine. È il padre di Philippe Boyer (1801-1858), chirurgo.
Boyer fu sempre un medico prudente e meticoloso, non sempre aperto e fiducioso nei confronti delle cure innovative. Operò e scrisse con competenza ed abilità.

## Opere e principali pubblicazioni
- (FR) Traité complet d'anatomie, ou Description de toutes les parties du corps humain[collegamento interrotto] (4 volumes, 1797-1805)

Tome premier, Migneret imp., Paris, 1810, 455 p.
Tome 2, Migneret imp., Paris, 1810, 500 p.
Tome 3, Migneret imp., Paris, 1810, 452 p.
Tome 4, Migneret imp., Paris, 1810, 672 p.
- - Leçons du citoyen Boyer sur les maladies des os rédigées en un traité complet par Anthelme Richerand.

Tome premier , Migneret imp., Paris, 1803, 415 p.
- (FR) Traité des maladies chirurgicales et des opérations qui leur conviennent (11 volumes, 1814-1826)

Tome premier , H. Dumont, Bruxelles, 1834.
Tome quatrième, H. Dumont, Bruxelles, 1828.
- (FR) Traité des maladies chirurgicales qui se rencontrent le plus fréquemment dans la pratique usuelle

Tome premier , H. Dumont, Bruxelles, 1866.